# Saison 2007-2008 de l'Olympique lyonnais
Maillots
Chronologie
Saison précédente Saison suivante
La saison 2007-2008 de l'Olympique lyonnais est la cinquante-huitième de l'histoire du club. L'Olympique lyonnais, tenant du titre en Ligue 1, redémarre une nouvelle saison sur quatre tableaux, le championnat de France, la coupe de France, la coupe de la Ligue mais également la Ligue de Champions.
La saison est également marquée par l'annonce, le 13 février 2007 du projet OL Land qui est un complexe destiné à devenir le nouveau stade de l'Olympique lyonnais à l'horizon 2010. Ce stade d'une capacité d'environ 60 000 places et sera la propriété du club, contrairement au stade de Gerland qui appartient à la ville de Lyon.
Sur le plan sportif, en préparation au début de la saison, l'Olympique lyonnais remporte la Peace Cup contre Bolton Wanderers après deux finales perdues. Le 28 juillet 2007, l'Olympique lyonnais remporte le Trophée des champions contre Sochaux, pour la sixième fois consécutive. Cette saison permet à l'OL de remporter deux compétitions nationales majeures que sont le Championnat de France pour la 7e fois d'affilée et la Coupe de France.

## Histoire

### Une préparation entachée par des blessures
La saison 2007-2008 de l'Olympique lyonnais débute avec plusieurs changements de joueurs. Du côté des gardiens de but, on note l'arrivée de Frédéric Roux à la suite de la blessure de Grégory Coupet, celui-ci est engagé en tant que doublure de Rémy Vercoutre qui assure l'intérim. Le secteur défensif voit les départs de Claudio Caçapa, d'Éric Abidal et de Jérémy Berthod, et pour compenser les arrivées de Fabio Grosso, recruté au poste d'arrière gauche, de Cléber Anderson en défense centrale et de Nadir Belhadj, de retour de prêt. Au milieu de terrain, Mathieu Bodmer est recruté en remplacement de Tiago, et Florent Malouda parti pour l'Angleterre. En attaque, Sylvain Wiltord est remplacé par Kader Keita. Au poste d'entraîneur, Gérard Houllier n'est pas conservé à la tête du club à la suite des échecs européens de la saison précédente, il est remplacé par Alain Perrin.
Pour sa préparation, l'Olympique lyonnais est engagé dans le tournoi amical de la Peace Cup. Cette troisième édition a lieu en Corée du Sud et débute par une phase de poule en match unique contre les clubs de Reading, Seongnam Ilhwa Chunma et Racing Santander. Avec deux victoires et une défaite, l'OL termine première de son groupe et se qualifie pour le finale contre Bolton Wanderers. Un but de Kim Källström permet à l'Olympique lyonnais de sortir vainqueur de cette compétition après deux finales consécutives perdues et permet de lui faire gagner deux millions de dollars. Cette tournée asiatique est entachée par quelques blessures au sein de l'effectif lyonnais. Les deux défenseurs centraux Sébastien Squillaci et Cris ayant été obligés de quitter leurs coéquipiers avant la fin de la compétition. Le premier pour une douleur à la voûte plantaire du pied gauche et le second pour une élongation à la cuisse droite. Il faut également noter que Juninho, blessé à une cuisse, Fabio Grosso souffrant du dos, et Fred blessé au pied droit n'avaient pas fait le voyage.

### Des débuts difficiles en Ligue des champions

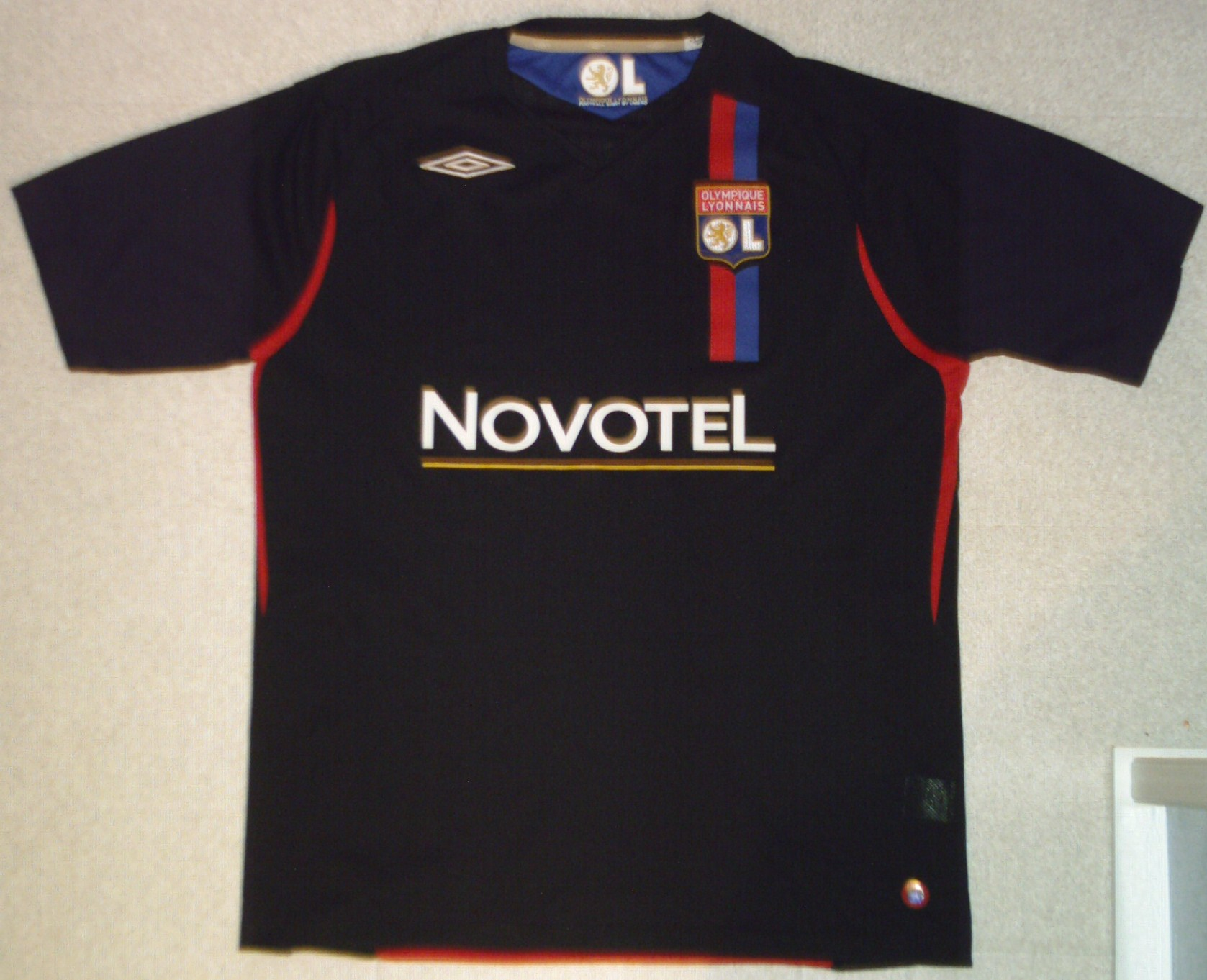
Maillot Europe de l'OL

Le début de saison de l'Olympique lyonnais en compétition officielle a lieu avec la réception du Football Club Sochaux-Montbéliard au stade de Gerland pour la finale du Trophée des champions. Valter Birsa permet à son équipe de prendre l'avantage au score dès la treizième minute, mais les buts de Sidney Govou puis de Cris offrent la coupe, pour la sixième année consécutive, aux Lyonnais. En championnat, le premier match a lieu le 5 août 2007 à Lyon avec la réception de l'AJ Auxerre. Milan Baros puis Karim Benzema offrent les trois points de la victoire à leur équipe. Mais après le report du match de la troisième journée face à Lens, l'OL joue deux fois consécutives à l'extérieur. Ces matchs sèment le doute dans l'équipe Lyonnaise puisque l'équipe est défaite contre Toulouse et Lorient et est classée dixième au soir de la quatrième journée. La réception de Saint-Étienne pour le derby permet au club de renouer avec la victoire. L'OL entame alors une remontée au classement, et enchaine les victoires. Après avoir battu Sochaux, Le Mans, et Metz le club parvient à dominer le classement.
Le 15 septembre commence la compétition européenne de la Ligue des champions. Le tirage au sort a placé l'OL dans le même groupe que les Glasgow Rangers, le VfB Stuttgart et le FC Barcelone. Le premier match contre les Espagnols est difficile pour l'OL puisqu'ils s'inclinent sur le score de trois buts à zéro. De retour en championnat, l'équipe doit se contenter d'un match nul contre Lille et laisse provisoirement sa place de leader. En effet, elle joue son match en retard contre Lens le 29 septembre, et la victoire par trois buts à zéro replace l'OL en tête du classement. Le second match de Ligue des champions a lieu au stade de Gerland contre les Glasgow Rangers, mais l'OL perd une nouvelle fois par trois buts à zéro et se trouve classé à la dernière place de son groupe.

### Une mainmise sur le championnat

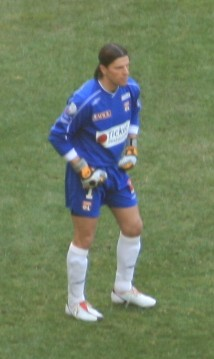
Grégory Coupet effectue la dernière de ses douze saisons sous le maillot lyonnais.

Le 7 octobre, l'OL se déplace chez un de ses concurrents pour le titre, les Girondins de Bordeaux. Anderson marque dès la cinquième minute, puis Karim Benzema enfonce le clou en première mi-temps. Une victoire par trois buts à un permet aux Lyonnais de prendre un peu d'avance sur Bordeaux au classement. Il s'ensuit trois victoires contre Monaco, Paris et Valenciennes, puis une qualification pour les quarts de finale de Coupe de la Ligue face à Caen. Entre-temps, l'OL s'impose en Ligue des champions lors des deux confrontations contre Stuttgart,, ce qui lui permet de revenir dans la course à la qualification pour les huitièmes de finale. Mais de retour en championnat, l'OL reçoit l'Olympique de Marseille pour le compte de la quatorzième journée. Juninho ouvre le score dès la septième minute, mais un pénalty puis un second but de Mamadou Niang permet à l'OM de s'imposer. Avant de jouer son match contre Barcelone, l'OL se déplace à Rennes en championnat et s'impose par deux buts à zéro. En Ligue des champions, malgré le fait d'avoir été mené au score par deux fois, l'OL obtient un match nul qui lui permet de jouer sa qualification lors du dernier match en Écosse, le 12 décembre 2007. Le match diffusé sur la chaîne de télévision nationale TF1 lui a permis de récolter sa meilleure part d'audience pour les matchs de la compétition avec 7 538 440 téléspectateurs dont un maximum de 8 728 720 téléspectateurs en fin de match. Deux matchs de championnat sont proposés avant cette date, et les victoires sur Strasbourg par cinq buts à zéro et sur Caen mettent les joueurs en confiance. 50 062 spectateurs sont présents à Ibrox Park pour le match décisif entre les Glasgow Rangers et l'Olympique lyonnais, mais le match tourne en faveur des Lyonnais dès la seizième minutes lorsque Sidney Govou marque. Deux buts de Karim Benzema en fin de match ouvre les portes des huitièmes de finale à l'OL. Les deux derniers matchs avant la trêve face à Nice et Nancy se terminent par des matchs nuls.
L'OL reçoit le titre honorifique de champion d'automne avec quatre points d'avance sur son dauphin, l'AS Nancy-Lorraine.

### Éliminé de la coupe d'Europe

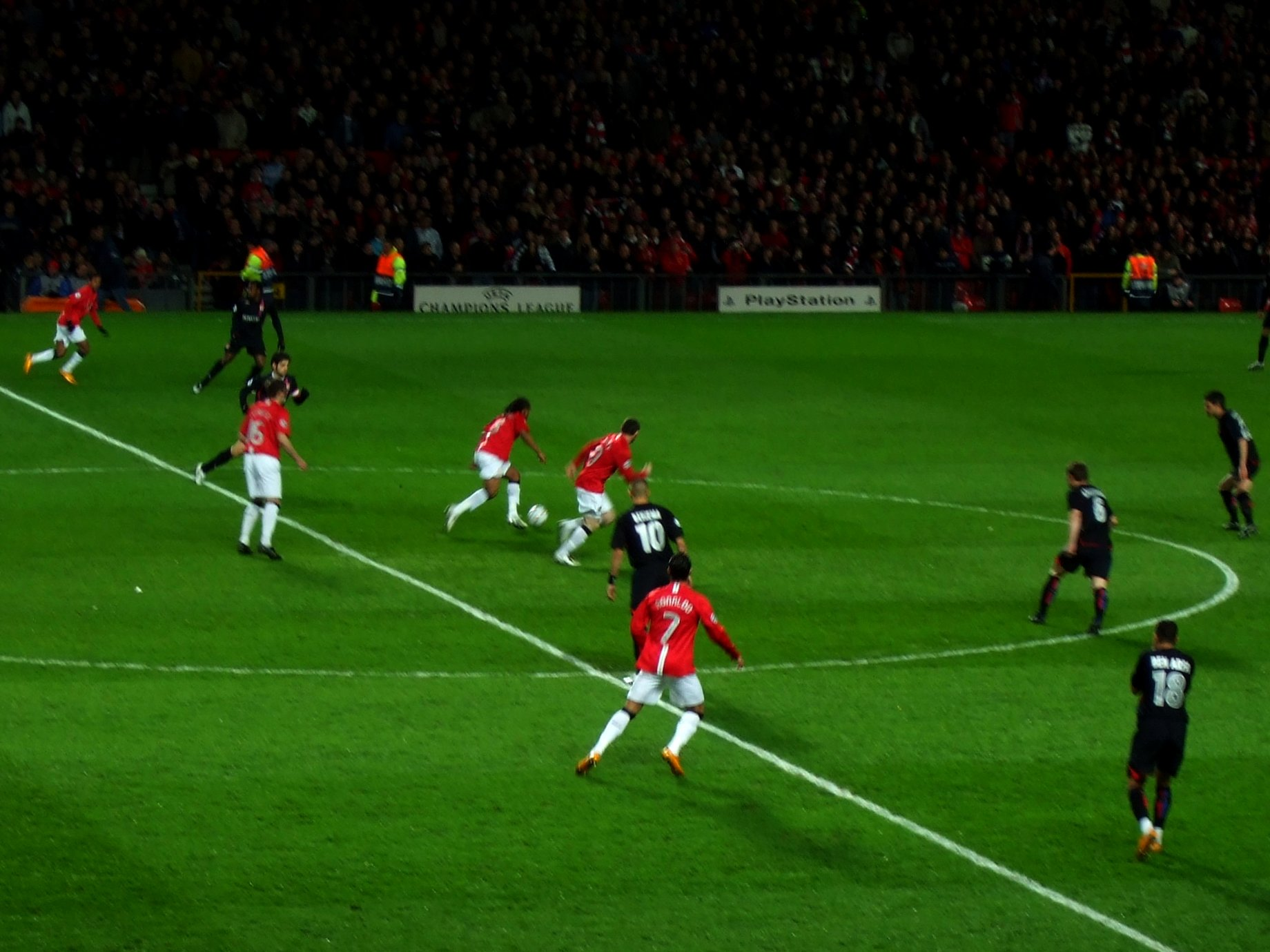
Pendant le match contre Manchester United à Old Trafford

La deuxième partie de la saison débute le 6 janvier 2008 avec l'entrée en lice des clubs de Ligue 1 en Coupe de France. Le tirage a désigné un club de division nationale, Créteil, pour affronter l'OL. Une victoire par quatre buts à zéro permet au club de se qualifier pour la suite de la compétition. De retour en championnat, l'OL s'impose contre Toulouse avant de jouer les quarts de finale de la Coupe de la Ligue, mais le but de Matsui implique la fin du parcours Lyonnais dans la compétition.
Après l'élimination en Coupe de la Ligue, le club s'incline par trois buts à zéro face à Lens, en championnat. Mais l'équipe se ressaisit dès le match suivant en s'imposant face à Lorient puis en arrachant le match nul face à Saint-Étienne par un but de Karim Benzema dans les arrêts de jeu. Le 3 février, en Coupe de France, l'OL joue contre Croix de Savoie, une équipe de CFA. Une petite victoire par un but à zéro suffit aux Lyonnais. En championnat, Lyon domine Sochaux, mais perd contre Le Mans quatre jours avant d'affronter Manchester United. Le match aller des huitièmes de finale se joue le 20 février au stade de Gerland. Karim Benzema est le premier buteur, mais Carlos Tévez marque le but de l'égalisation en fin de match. Le match retour deux semaines plus tard tourne en faveur du club anglais grâce au but de Cristiano Ronaldo. Entre-temps, deux victoires contre Metz et Lille permettent à l'OL de conserver sa place de leader.
Sochaux se déplace au stade de Gerland le 18 mars pour jouer les huitièmes de finale de la Coupe de France. Un doublé de Karim Benzema malgré l'égalisation de Kandia Traoré permet à l'OL de continuer dans la compétition. En championnat, les Lyonnais s'imposent face à Bordeaux, Monaco, Paris et Valenciennes en marquant treize buts sur l'ensemble des quatre matchs. La série de victoires est interrompue face à Marseille le 6 avril, par une défaite trois buts à un.

### Une fin de saison victorieuse
Le 15 avril a lieu le quart de finale de la Coupe de France contre Metz. Lyon obtient la qualification par un but à zéro. En championnat, l'OL s'impose à Strasbourg, mais se contente de matchs nuls contre Caen et Nice. À l'avant dernière journée, le club bat Nancy et jouera donc le titre lors du dernier match contre Auxerre.

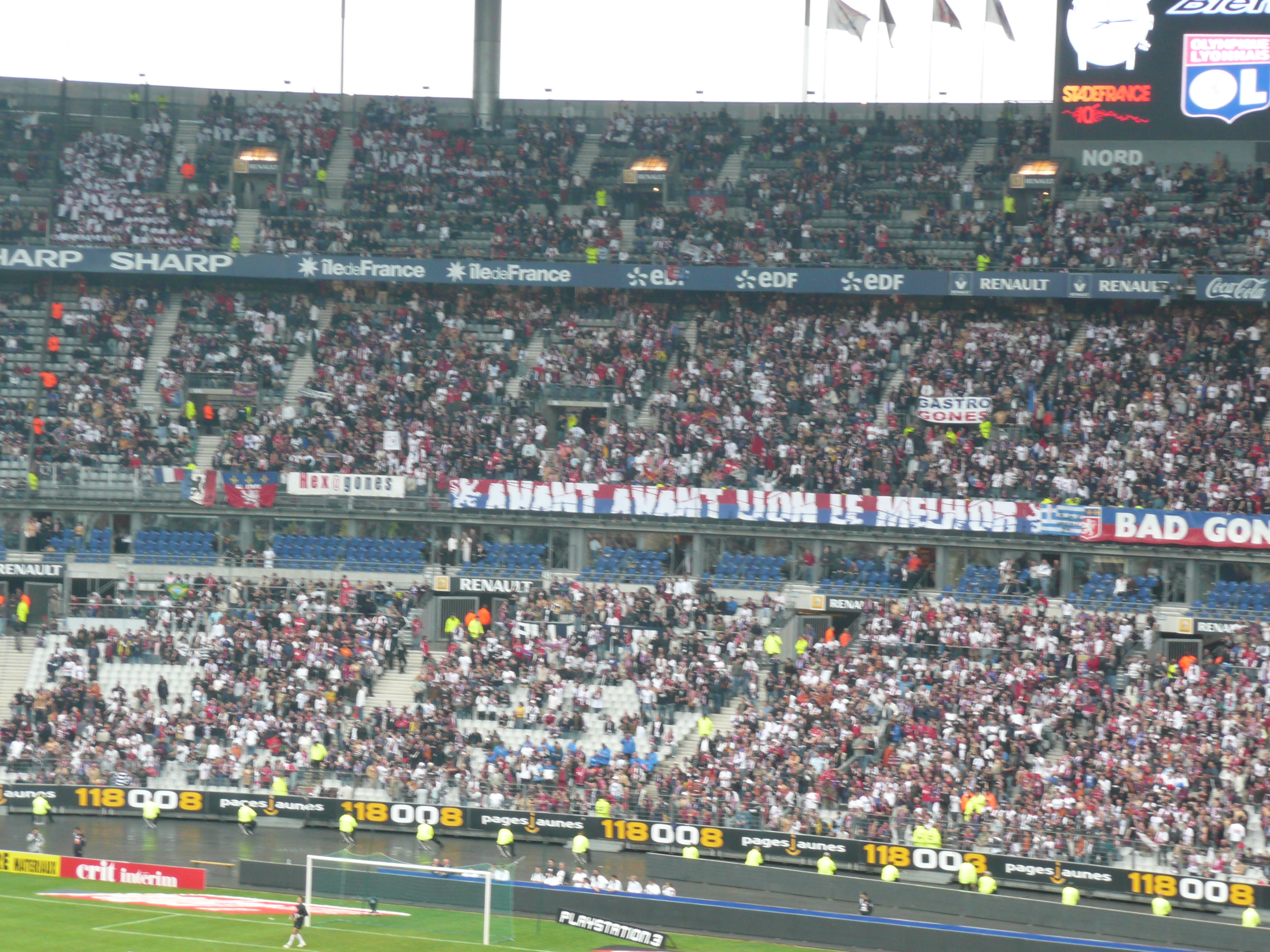
Les supporters lyonnais au Stade de France lors de la finale de Coupe de France face au PSG.

Bien qu'en tête toute la saison, l'OL doit affronter la concurrence de Bordeaux jusqu'à la dernière journée. En disposant de l'AJ Auxerre, Lyon est champion pour la septième fois consécutive et bat ainsi le record du nombre de championnats gagnés consécutivement en France. 
En Coupe de France, l'Olympique lyonnais est qualifié pour jouer, contre le CS Sedan Ardennes, sa première demi-finale depuis l'édition de 1998. Le but de Juninho en fin de match leur permet de franchir un palier que le club n'avait plus atteint depuis la coupe de France 1976. La finale a lieu au stade de France, le 24 mai, contre le Paris SG. Les deux équipes n'arrivant pas à marquer avant la fin du temps réglementaire, les prolongations sont jouées. Le but de Sidney Govou à la cent troisième minute offre la victoire au Lyonnais et permet au club de réaliser le premier doublé Coupe-Championnat de son histoire.
Néanmoins, l'entraîneur Alain Perrin est limogé en raison de mésententes récurrentes avec certains joueurs et des membres du staff, notamment Joel Bats et Robert Duverne.

## Joueurs et staff

### Staff technique, de gestion et communication
Lors de la saison 2007-2008, Alain Perrin effectue se première saison en tant qu'entraîneur. Pour effectuer sa tâche, il possède plusieurs adjoints dont les rôles sont définis. Christophe Galtier et Bruno Genesio sont ses adjoints alors que Joël Bats effectue une saison de plus en tant qu'entraîneur des gardiens. D'autres personnes sont consacrés au domaine physique et médicale du groupe. Jean-Jacques Amprino est médecin à l'Olympique lyonnais, et deux kinésithérapeutes Alain Marini et Abdel Redissi sont en poste. Enfin, Robert Duverne s'occupe de la préparation physique de l'équipe professionnelle et Guy Genet est coordinateur sportif.
Dans le domaine administratif, Jean-Michel Aulas est président depuis 1987. Il est conseillé par Bernard Lacombe, un ancien joueur et entraîneur du club qui est chargé du recrutement des joueurs. Quant à Rémi Garde, il occupe le pose de cadre technique, et Marino Faccioli est directeur communication.

### Les transferts
Plusieurs transferts ont eu lieu durant la trêve hivernale. Après deux blessures successives des défenseurs Patrick Müller, une rupture du ligament croisé antérieur du genou droit puis Cleber Anderson une rupture du ligament croisé antérieur du genou droit l'Olympique lyonnais doit renforcer sa défense. Il recrute Jean-Alain Boumsong sur la base d'une transaction de trois millions d'euros environ, et obtient le prêt du milieu défensif du FC Barcelone, Marc Crosas jusqu'à la fin de la saison. Deux autres joueurs arrivent au club, Cesar Delgado en provenance de Cruz Azul pour environ dix millions d'euros et Ederson en provenance de l'OGC Nice pour environ quinze millions d'euros. Du côté des départs, quatre joueurs quittent le club sous forme de prêt. Loïc Rémy est prêté à Lens, Milan Baros à Portsmouth, Fábio Santos à São Paolo et Sandy Paillot à Grenoble. Enfin, Nadir Belhadj, étant mécontent de son temps de jeu à Lyon, est transféré à Lens.

## Équipe type
Source : footballdatabase.eu
| Coupet Réveillère Cris Squillaci Grosso Toulalan Juninho Källström Govou Ben Arfa Benzema |

## Statistiques

### Classement des buteurs
Durant les matchs officiels de la saison, cent-cinq buts ont été marqués par les joueurs lyonnais. Ils ont par ailleurs bénéficié de deux buts contre leurs camps de Lorik Cana à l'Olympique de Marseille et André Luiz Silva à l'AS Nancy-Lorraine. Le meilleur buteur pour l'OL est Karim Benzema avec trente trois réalisations. Il est suivi par Juninho avec treize buts. Un peu plus loin, Sidney Govou a marqué onze buts, puis huit pour Hatem Ben Arfa, Fred et Kim Källström et sept pour Mathieu Bodmer. Kader Keita a marqué cinq buts, Milan Baroš trois puis Fábio Santos et Cris ont marqué deux buts et pour finir, Anthony Mounier, Anthony Réveillère, François Clerc, Cleber Anderson et Fabio Grosso ont marqué un but. François Clerc et Anthony Réveillère ont marqué un but contre leur camp pendant la saison.

### Classement des passeurs
La LFP établit un classement des passeurs pour les matchs du championnat de France, récompensant les joueurs ayant effectué une passe dite décisive, c'est-à-dire permettant à un autre joueur de marquer un but. Juninho a comptabilisé sept passes décisives, Karim Benzema six. Hatem Ben Arfa, Mathieu Bodmer et Kader Keita ont effectué cinq passes décisives, Fred et Sidney Govou quatre et trois respectivement, deux pour Milan Baroš, François Clerc, Anthony Réveillère, Kim Källström et Fabio Grosso et une seule pour Jérémy Toulalan

### Statistiques individuelles
| No. | Nat.                        | Position  | Joueur              | Total M. | B. | Ligue 1 M. | B. | Ligue des champions M. | B. | Coupe de la Ligue M. | B. | Coupe de France M. | B. |
| --- | --------------------------- | --------- | ------------------- | -------- | -- | ---------- | -- | ---------------------- | -- | -------------------- | -- | ------------------ | -- |
| 1   | Drapeau de la France        | Gardien   | Grégory Coupet      | 28       | 0  | 19         | 0  | 2                      | 0  | 1                    | 0  | 6                  | 0  |
| 2   | Drapeau de la France        | Défenseur | François Clerc      | 40       | 1  | 28         | 1  | 7                      | 0  | 0                    | 0  | 5                  | 0  |
| 3   | Drapeau du Brésil           | Défenseur | Cris                | 17       | 1  | 13         | 1  | 1                      | 0  | 0                    | 0  | 3                  | 0  |
| 4   | Drapeau de la Suisse        | Défenseur | Patrick Müller      | 1        | 0  | 1          | 0  | 0                      | 0  | 0                    | 0  | 0                  | 0  |
| 5   | Drapeau de la France        | Milieu    | Mathieu Bodmer      | 50       | 7  | 37         | 6  | 5                      | 0  | 2                    | 1  | 6                  | 0  |
| 6   | Drapeau de la Suède         | Milieu    | Kim Källström       | 53       | 6  | 37         | 5  | 8                      | 1  | 2                    | 0  | 6                  | 0  |
| 8   | Drapeau du Brésil           | Milieu    | Juninho             | 46       | 13 | 32         | 8  | 8                      | 3  | 2                    | 0  | 4                  | 2  |
| 9   | Drapeau du Brésil           | Attaquant | Fred                | 30       | 8  | 21         | 7  | 3                      | 0  | 2                    | 0  | 4                  | 1  |
| 10  | Drapeau de la France        | Attaquant | Karim Benzema       | 51       | 31 | 36         | 20 | 7                      | 4  | 2                    | 1  | 6                  | 6  |
| 11  | Drapeau de l'Italie         | Défenseur | Fabio Grosso        | 43       | 1  | 30         | 1  | 7                      | 0  | 1                    | 0  | 5                  | 0  |
| 14  | Drapeau de la France        | Attaquant | Sidney Govou        | 44       | 9  | 31         | 7  | 8                      | 1  | 1                    | 0  | 4                  | 1  |
| 18  | Drapeau de la France        | Milieu    | Hatem Ben Arfa      | 42       | 8  | 30         | 6  | 8                      | 2  | 1                    | 0  | 3                  | 0  |
| 19  | Drapeau de l'Argentine      | Attaquant | César Delgado       | 9        | 0  | 7          | 0  | 0                      | 0  | 0                    | 0  | 2                  | 0  |
| 20  | Drapeau de la France        | Défenseur | Anthony Réveillère  | 41       | 1  | 29         | 1  | 7                      | 0  | 2                    | 0  | 3                  | 0  |
| 21  | Drapeau de l'Espagne        | Milieu    | Marc Crosas         | 11       | 0  | 8          | 0  | 0                      | 0  | 0                    | 0  | 3                  | 0  |
| 22  | Drapeau du Brésil           | Défenseur | Anderson            | 19       | 1  | 12         | 1  | 5                      | 0  | 1                    | 0  | 1                  | 0  |
| 23  | Drapeau de la Côte d'Ivoire | Attaquant | Kader Keita         | 41       | 5  | 30         | 4  | 6                      | 0  | 1                    | 1  | 4                  | 0  |
| 24  | Drapeau de la France        | Milieu    | Romain Beynié       | 0        | 0  | 0          | 0  | 0                      | 0  | 0                    | 0  | 0                  | 0  |
| 25  | Drapeau de la France        | Gardien   | Joan Hartock        | 0        | 0  | 0          | 0  | 0                      | 0  | 0                    | 0  | 0                  | 0  |
| 27  | Drapeau de la France        | Attaquant | Anthony Mounier     | 1        | 0  | 1          | 0  | 0                      | 0  | 0                    | 0  | 0                  | 0  |
| 28  | Drapeau de la France        | Milieu    | Jérémy Toulalan     | 40       | 0  | 30         | 0  | 5                      | 0  | 1                    | 0  | 4                  | 0  |
| 29  | Drapeau de la France        | Défenseur | Sébastien Squillaci | 48       | 0  | 34         | 0  | 8                      | 0  | 2                    | 0  | 4                  | 0  |
| 30  | Drapeau de la France        | Gardien   | Rémy Vercoutre      | 26       | 0  | 19         | 0  | 6                      | 0  | 1                    | 0  | 0                  | 0  |
| 32  | Drapeau de la France        | Défenseur | Jean-Alain Boumsong | 13       | 0  | 8          | 0  | 1                      | 0  | 0                    | 0  | 4                  | 0  |
| 33  | Drapeau de la France        | Défenseur | Mickaël Charvet     | 0        | 0  | 0          | 0  | 0                      | 0  | 0                    | 0  | 0                  | 0  |
| 35  | Drapeau de la France        | Gardien   | Frédéric Roux       | 1        | 0  | 0          | 0  | 1                      | 0  | 0                    | 0  | 0                  | 0  |

## Détails des matchs

### Peace Cup
La Peace Cup est un tournoi amical premettant au club de préparer leur saison.
L'Olympique lyonnais sort vainqueur de cette compétition après deux finales consécutives perdues et remporte 2 millions de dollars.
Cette tournée asiatique est entachée par quelques blessures au sein de l'effectif lyonnais : les deux défenseurs centraux Sébastien Squillaci et Cris ayant été obligés de quitter leurs coéquipiers avant la fin de la compétition. Le premier pour une douleur à la voûte plantaire du pied gauche et le second pour une élongation à la cuisse droite. Il faut également noter que Juninho blessé à une cuisse, Fabio Grosso souffrant du dos, et Fred blessé au pied droit n'avaient pas fait le voyage.

### Coupe de France
Lyon a disputé sa première demi-finale de Coupe de France depuis l'édition de 1998 et sa première finale depuis 1976.
Grâce à cette victoire, le club réalise le premier doublé Coupe-Championnat de son histoire.

### Coupe de la Ligue
L'Olympique lyonnais est éliminé par Le Mans en quart de finale. Le MUC 72 a pris sa revanche par rapport à la saison précédente où il s'était fait éliminer aux portes de la finale, au stade de Gerland par un but d'Éric Abidal. 
Le match devait se dérouler le mardi 15 janvier à 21h et a été repoussé au lendemain 15h pour cause de vent violent dans la Sarthe.

### Ligue des champions
Comme lors de la saison 2006-2007, l'Olympique lyonnais est éliminé en huitième de finale de la ligue des champions et échoue dans l'objectif d'atteindre les demi-finales de la compétition. Le bourreau de l'OL est cette fois Manchester United qui sera finalement le vainqueur de la coupe cette année-là.
Au préalable, Lyon avait bataillé en poules puisque la qualification avait été arrachée grâce à une victoire contre les Glasgow Rangers, en Ecosse, lors de l'ultime journée, permettant au champion de France de finir deuxième derrière le FC Barcelone.

### Match amical de fin de saison
La fin de saison de l'OL se traduit par un match amical à Dubaï, joué sans les joueurs internationaux qui préparent l'Euro 2008.
Cette rencontre est également l'occasion pour Jean-Michel Aulas d'intervenir dans le projet “Lyon Dubaï-City” qui a pour but de créer un quartier dans la ville « recréant l'atmosphère de la ville de Lyon ». Un partenariat de création de centre de formation pour les footballeurs est inclus dans ce projet.
Les joueurs lyonnais terminent ainsi leur saison. Ils reprendront l'entrainement le 30 juin après un mois de vacances, pour ceux n'ayant pas participé à l'Euro 2008.